# Якубовский, Игнатий Фёдорович
Игнатий Фёдорович Якубовский (1820—1851) — экстраординарный профессор Киевского университета по кафедре сельского хозяйства и лесоводства.

## Биография
Родился в 1820 году.
В 1838 году окончил Санкт-Петербургскую 3-ю гимназию и поступил своекоштным студентом на второе отделение философского факультета Санкт-Петербургского университета, где учился по разряду математических наук. В 1842 году, окончив университет со степенью кандидата, был командирован за границу для изучения сельского хозяйства и подготовки к преподавательской деятельности; прослушал годовой курс в Гогенгеймском сельскохозяйственном институте, а также познакомился с выдающимися в агрономическом отношении имениями Германии и соседних стран.
В 1844 году был прикомандирован к Казанскому учебному округу в качестве публичного лектора по вопросам сельского хозяйства. В командировках в Приволжские и Прикамские губернии Казанского округа (1844) и в Черниговскую и Полтавскую губернии (1845) изучал постановку сельского хозяйства и культурные приёмы обработки. В 1845/46 учебном году читал публичный курс сельского хозяйства в Пензе. Осенью 1846 года, по собственному желанию был переведён в Киевский учебный округ, гдев университете Св. Владимира ему было поручено читать «распорядительную часть сельского хозяйства». С 1849 года — исправляющий должность адъюнкта по кафедре сельского хозяйства и лесоводства университета; совершил поездку с научной целью в различные имения Киевской, Черниговской и Полтавской губерний.
В 1850 году защитил диссертацию «О труде в сельском хозяйстве», удостоен степени магистра сельского хозяйства и лесоводства и был избран экстраординарным профессором по кафедре этих предметов. В лекциях, имевших успех среди слушателей, руководствовался сочинениями Пабста, Швейцера, Коппе и других западноевропейских авторитетов в области сельского хозяйства, их выводы оживлял и иллюстрировал собственным материалом.
Умер в Киеве 25 июля (6 августа) 1851 года.

### Избранные публикации
- Якубовский И. Ф. Вступительная лекция при открытии публичного курса сельского хозяйства в Пензе // Журнал Министерства народного просвещения. — 1846. — Ч. 52. — С. 137—160.
- Якубовский И. Ф. О капитале в сельском хозяйстве. — СПб., 1848. — (из Журн. Мин. нар. прос. — 1848. — № 12. — С. 211—236).
- Якубовский И. Ф. Хозяйственные заметки о губерниях Казанской, Симбирской и Пензенской // Журнал Мин. государственных имуществ. — 1847.